# Allohelea fruticosa
Allohelea fruticosa är en tvåvingeart som beskrevs av Yan och Yu 1996. Allohelea fruticosa ingår i släktet Allohelea och familjen svidknott. Inga underarter finns listade i Catalogue of Life.